# スライム

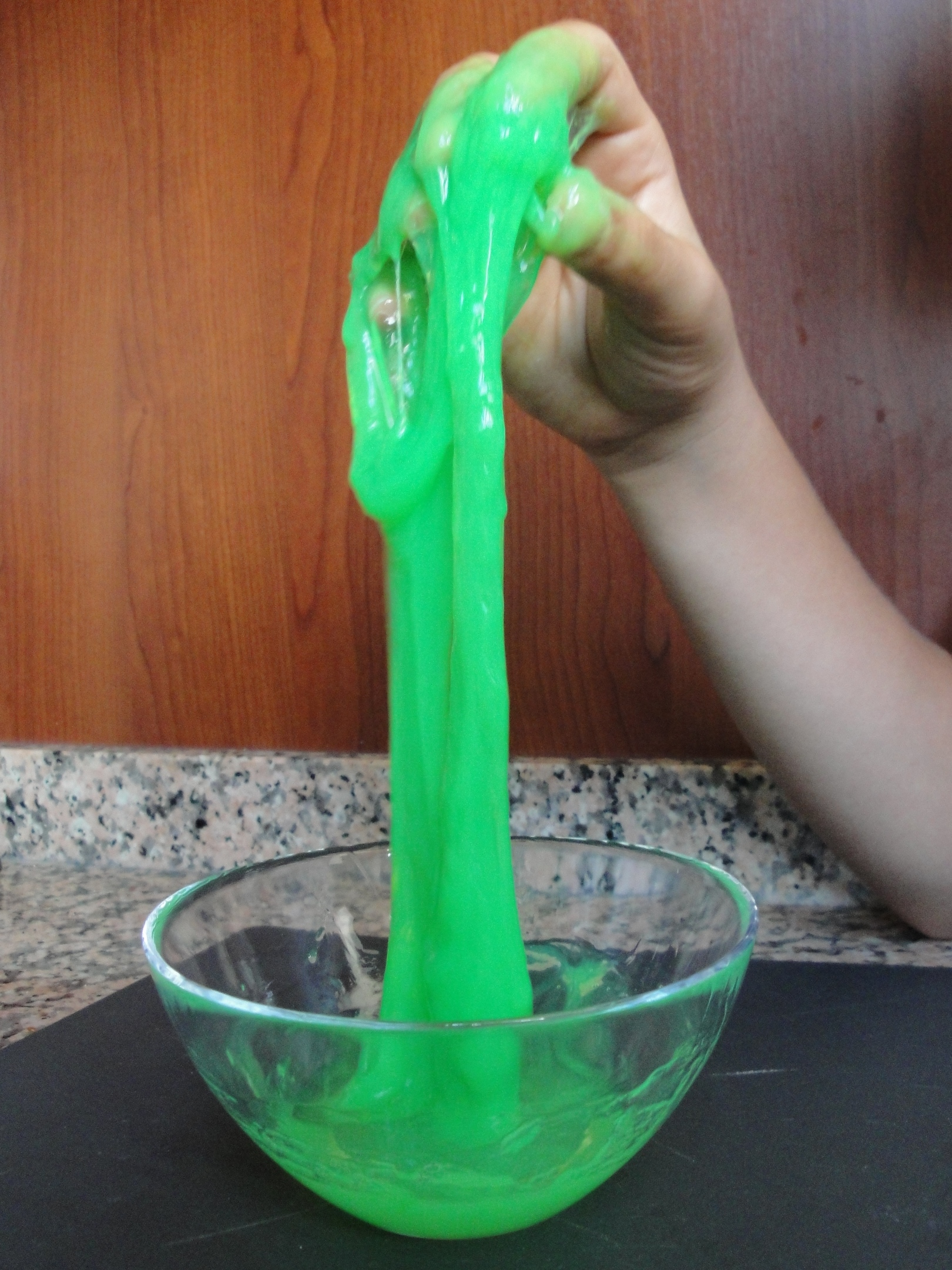
スライム。

スライム（英: slime）は本来、ある種の性状を持った物質（どろどろ、ぬるぬるしたもの）を大ざっぱに指す言葉であった。従って粘土や泥などの無機物から、生物の分泌する粘液などの有機物、またそれらの複合体など実に様々なものがスライムと呼ばれる。
ここでは人工的に作られ、玩具や教材として使われているスライムを紹介する。

## 玩具としてのスライム
アメリカ合衆国では玩具メーカーのマテルにより、1976年から1979年まで出荷され、発売翌年の1977年だけで約1000万個が売れた。日本では1978年、ツクダオリジナル（現 メガハウス第4事業部）がマテル社製玩具のスライム状の物質を日本で発売し、同年の報告によれば小学生を中心に250万個が売れた。当時ツクダオリジナルの責任者だった和久井威によると、ニューヨークのトイショーで見て「インスピレーション」で販売を決めたという。国内業者向けの内見会での反応はよくなかったが、発表会の報道やテレビ番組「金曜10時!うわさのチャンネル!!」で使われたことで人気に火がついた。原料の大部分が水であるため、日本での大ブーム時にはツクダが製造に大量の水を必要としたことで、水道局からクレームが来たという逸話もある。和久井威は、製造には化粧品製造用の機器が必要なために大阪のコルマという化粧品メーカーに委託したが、ブームによりコルマで使用する水が不足し、スライム専用の水道管を増設したと述べている。
この「スライム」は小さなポリバケツを模した容器に収められた、緑色の半固形の物体で、手にべとつかない程度の適度な粘性と冷たく湿った感触がある。触って遊ぶためだけの玩具であったが、それまでにない新鮮な感覚をもたらしたため大ヒットし、後に様々な類似商品も生まれた。
そもそもは第二次世界大戦の時にゴムの産地を日本軍に占拠され、ゴム不足となったアメリカで、人工的にゴムを作ろうとして生まれた物であった。また、アメリカで樹脂から化粧品を製造しようとした過程で作られたとの説もある。

## スライムの自作教材としての普及

### ポリビニルアルコールとホウ砂で作るスライムの発明と普及
スライムを教材として初めて自作して紹介したのは、1985年に東京で開催された、第8回科学教育国際会議で国際化学教育学会があったとき、マイアミ大学の A.M.Sarquis が発表したものとされる。A.M.Sarquisは、「高分子やスライムが水と仲の良いこと」を子どもたちに教えるために利用していた。
その作り方をすぐに追試した大槻勇は、材料として使われていたポバールの溶解がうまくいかなかったが、鈴木清龍が洗濯糊を使うことを助言して、容易に作れるようになった。また、食紅で色を付けることは宮城県第二女子高等学校の化学クラブの生徒が見つけたもので、1986年8月の日本化学会東北支部主催の「化学への招待」で紹介された。これらの作り方は同時期に極地方式研究会にも紹介された。
大槻勇は科学教育研究協議会（科教協）の「やさしくて本質的な理科実験'86」で「宮城県第二女高大槻勇」の名でスライムの作り方を発表し、その内容はさらに1987年11月の神奈川県教育研究集会の理科分科会で、細谷善郎の「スライムを作って遊ぼう」という資料で発表され、理科教育の現場で広く知られるようになった。
さらに仮説実験授業研究会で由良文隆が細谷善郎の発表を紹介する形で1988年3月の『たのしい授業』（仮説社）誌上に「たのしくできるスライム作り」を掲載し、その後、仮説実験授業研究会の中でも学校・年齢を問わず「たのしいものづくり」として今日まで定着することとなった。

### PVAを使ったスライムの作り方
ポリビニルアルコール (PVA) は合成糊や洗濯糊の主成分であり、直鎖状の高分子である。これがホウ砂を介して架橋結合するため、ゲル化する。代表的な作り方は以下の通り。
1. ホウ砂の4%水溶液を作る。ホウ砂は薬局などで眼の消毒薬として粉末で入手できる。20℃の水に対する溶解度は4.7g/100g。
2. 主成分がPVAの洗濯糊（通常、PVAの10%水溶液）と水を2:3の割合で混ぜ、PVAの4%水溶液を作る。このとき、冷水ではなく熱湯を使うと次の反応がうまくいきやすい。
3. 2を撹拌しながら、1の水溶液を少しずつ混ぜる（容積比10:1程度）。
4. 手につかなくなるまでよくこねる。

### 澱粉で作るスライムの作り方
澱粉（片栗粉やコーンスターチなど）に水を適量（澱粉:水=3:2程度）加えると、液体のように見えて力が加わると固化する性質（ダイラタンシー）をもった、スライム状の物質ができる。これはウーブレック (oobleck) と呼ばれ、液体と固体の性質の違いや非ニュートン流体について説明する理科教材として使われている。
この名前は、アメリカ合衆国の作家ドクター・スースの童話『ふしぎなウーベタベタ』（1949年）に登場する、天から降ってきたどろどろの物体にちなんで付けられた。
このスライムや、木工用ボンド（酢酸ビニル樹脂エマルジョン系接着剤）などに澱粉と少量の塩を加えて作られたものはグラーチ (glurch; glue+starch) とも呼ばれ、やはり教材や玩具として作られる。